# Сергий Октавий Ленат Понтиан
Сергий Октавий Ленат Понтиан (на латински: Servius Octavius Laenas Pontianus) е политик от 2 век на Римска империя.

## Биография
Сергий има фамилни връзки с Юлиево-Клавдиевата династия и император Нерва. Той произлиза от фамилията Октавии и е вероятно внук на Октавий Ленат, който има сестра Сергия Плавтила, която се омъжва за Марк Кокцей Нерва и е майка на бъдещия император Нерва. Неговата баба по майчина линия Рубелия Баса, е дъщеря на Гай Рубелий Бланд и Юлия, дъщерята на Друз Младши. Вероятно е правнук на Гай Октавий Ленат (консул 33 г.).
През 131 г. Сергий е консул заедно с Марк Антоний Руфин. Той е в колегията на понтифексите.